# غاري نيوتن
غاري نيوتن (بالإنجليزية: Gary Newton)‏ هو لاعب هوكي الحقل أمريكي، ولد في 12 ديسمبر 1957.

## وصلات خارجية
- غاري نيوتن على موقع أوليمبيديا (الإنجليزية)